# Subtribu
En biologia, la subtribu és la unitat sistemàtica entre la tribu i el gènere. Aquest nivell de classificació nasqué per agrupar els gèneres d'una tribu concreta. Infratribu és un nivell taxonòmic més baix, per sota de la subtribu.
Nivells de classificació (de general a concret):
| Subfamília |
| Supertribu |
| Tribu      |
| Subtribu   |
| Gènere     |
| Secció     |